# Bažant červenolící
Bažant červenolící (Lophura erythrophthalma) je jeden z bažantů. V Česku není chován téměř vůbec.

## Zbarvení
Samec bažanta červenolícího je téměř celý modrý, jeho ocas je zbarven do oranžova, a jeho hlava je červená.